# Borowice (województwo zachodniopomorskie)
Borowice (niem. Forsterei Wachtershohe) – osada położona w województwie zachodniopomorskim, w powiecie goleniowskim, w gminie Stepnica, na obszarze kompleksu leśnego Puszczy Goleniowskiej.
W latach 1975–1998 miejscowość położona była w województwie szczecińskim.